# بيل هانلون
بيل هانلون (بالإنجليزية: Bill Hanlon)‏ هو لاعب كرة قاعدة أمريكي، ولد في 24 يونيو 1876 في لوس أنجلوس في الولايات المتحدة، وتوفي في 23 نوفمبر 1905.

## وصلات خارجية
- بيل هانلون على موقعبيزبول رفرنس.كوم (الدوري الرئيسي) (الإنجليزية)
- بيل هانلون على موقعبيزبول رفرنس.كوم (الدوري الثانوي) (الإنجليزية)